# Nova Canaã do Norte
Nova Canaã do Norte – miasto i gmina w Brazylii, w stanie Mato Grosso.